# Kampot (ciudad)
Kampot (en camboyano: កំពត. AFI:[kɑmpot]) es una ciudad en el sur de Camboya y la capital de la provincia homónima. Su nombre significa pez globo en camboyano.
Kampot fue la capital de la Circonscription Résidentielle de Kampot bajo el dominio francés y el puerto marítimo más importante de Camboya después de la pérdida del Delta del río Mekong y antes del establecimiento de Sihanoukville. Su centro es diferente a la mayoría de las capitales provinciales camboyanas, caracterizada por la arquitectura colonial francesa del siglo XIX.
Kampot, actualmente es un pueblo tranquilo junto a un río que escasos kilómetros más adelante desemboca en el mar, con una destacada oferta turística. 
La región y la propia ciudad son conocidas por la pimienta de alta calidad, que se exporta a todo el mundo. Y también son conocidas por su salsa de pescado y por la producción de durián.

## Situación

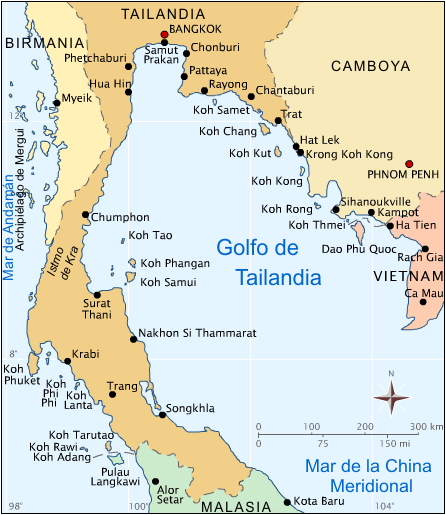
Mapa del golfo de Siam en el que aparece a la derecha Kampot

Está situada en el sur del país, a orillas del río Kâmpông Bay y de su brazo Kâmpông Kândal, en el delta que forma su desembocadura y al norte de la isla del delta Trey-Ka, a unos 30 km de la frontera con Vietnan y, sólo a 5 km del Golfo de Tailandia.  A pocos kilómetros se encuentran al noroeste los Montes Elefante y el parque nacional de Bokor  que también se conoce como parque nacional Preah Monivong.

## Historia
El primer Imperio de Camboya, el Reino de Founan (siglos I-IV d. C.) se extendió por la zona que hoy ocupa Kampot, algunos historiadores establecen incluso la capital de Founan en Kampot.
Kampot es también un área importante en el período de Chen-La (550-802).>
Las primeras citas de Kampot, en diferentes crónicas, datan del siglo XVII. La zona durante los siglos XVIII y XIX pasa del control camboyano al control vietnamita, al control malayo, e incluso al control siamés. En la primera mitad del siglo XIX el rey Ang-Duong construyó una carretera desde su capital, Oudong, hasta Kampot, y abrió Kampot como el único puerto internacional de Camboya. A partir de ese momento Kampot se convierte en la puerta para conocer Camboya para los europeos.
Camboya se convirtió en un protectorado de Francia en 1863. Durante la administración colonial francesa Kampot se convirtió en un centro administrativo regional con el status de distrito fronterizo, como resultado de la delimitación del Reino de Camboya. La Circonscription Résidentielle de Kampot incluía los arrondissements de Kampot, Kompong-Som, Trang y Kong-Pisey. Cuando los franceses establecieron la Résidence, Kampot era una agregación de 8 aldeas (Kampot camboyano, Kampot chino, Tien-Thanh, Trapeang-Svay, Khlong-Neas y Bang-Supream Daun-Tek, Kandal-Romeas y Kompong-Bay) en las que en total vivían 2.500 habitantes de diferentes culturas: camboyanos, chinos, vietnamitas y malayos. Estas aldeas, ahora, se incluyen en el distrito de Kampong-Bay, el área urbana de la provincia de Kampot.
En 1872, se instala una la línea telegráfica entre Phnom-Penh y Kampot, y se construye una nueva carretera entre las dos ciudades.
En 1885 se produce una insurrección en Kampot contra los franceses que es rápidamente sofocada, pero que continúa en forma de guerrillas hasta 1887. En abril de 1885, en medio de la insurrección, el primer residente Marquant llegó a Kampot. Al principio, la Résidence, sede de la administración francesa de la Circonscription Résidentielle de Kampot fue instalada en la isla de Trey-Ka (Traeuy-Kaoh), y más tarde, en el pueblo de Kompong-Bay. La construcción del edificio definitivo de la Résidence comenzó en 1889.
Kampot fue privado de su estatus como principal puerto de Camboya a finales del siglo XIX, quedando su actividad restringida a sus alrededores.
En los primeros años del siglo XX hubo un importante auge de construcción de nuevos edificios. En 1900, se construyó un mercado que fue demolido en 1905, cuando se construyó un nuevo mercado, en esa época se construyó, también, un muelle cubierto y el bulevar del centro urbano conectado a la ruta de Phnom Penh en 1907. El trazado actual de la ciudad de Kampot se debe a aquella época. El centro de transporte que suponía el puerto atrajo a una gran comunidad china que dejó su huella en la arquitectura de la ciudad, así como los edificios coloniales franceses (Barrio Francés) huella de la época de la administración colonial.
Cuando el reino de Camboya se independizó en 1954, la ciudad de Kampot tenía 5.000 habitantes,  Kompong-Bay era un centro administrativo de estilo colonial, Kampot-Toch era el barrio jemer, Preisok (Prey-Srok) era el barrio chino, y Trapéang-Svai era el barrio malayo. Había un muelle de madera para pequeños juncos en Kompong-Bay.
En el año 1974 se desarrolló la Batalla de Kampot durante 35 días, en la Guerra de Camboya en la que los Jemeres rojos conquistaron y obtuvieron el control de la ciudad ante el ejército de la República Jemer.

## Comunicaciones
La carretera NH3 une Kampot con la zona suroeste del país y, por el este, con Nom Pen y con el interior del país. La carretera NH33 une Kampot con la frontera internacional Ha Tien en Vietnam. Al norte de la ciudad está el aeropuerto (código IATA: KMT), que actualmente no está en uso. Existe comunicación ferroviaria con Non Pen y con Sihanoukville. Existen líneas de autobuses y microbuses regulares con la capital, con Sihanoukville y con localidades cercanas.

## Economía
En la zona de Kampot se produce la mejor pimienta de la región. Además, la zona es el principal productor de durián. Otros productos agrícolas que se producen son: arroz, rambután, pomelo, piña, coco, banana y mangostán.  Las áreas cercanas a la ciudad están cubiertas de densos bosques que incluyen maderas nobles como palo rosa o teca. La ciudad tiene un puerto pesquero. Mientras que el antiguo puerto comercial no tiene apenas actividad. Al este de la ciudad hay extensas salinas.

## Turismo
Kampot es apreciado por los turistas debido a su ubicación en uno de los más bellos paisajes de Camboya y por su encanto colonial. Esta ciudad junto al río, con un paseo muy agradable en su ribera, con sus calles bordeadas con la arquitectura colonial y china de las antiguas viviendas, con las vistas del Monte Bokor a lo lejos. En la ciudad merece la pena visitar el Antiguo Puente Francés, el viejo edificio de la Prisión colonial, el viejo mercado, la rotonda del durián, el antiguo cine con su fachada modernista, la rotonda de four nagas y el interesante el Museo Provincial. Además hay una destacada oferta turística de alojamientos y restaurantes, muchos de ellos propiedad de extranjeros. La ciudad también tiene un zoológico. 
Además es la base para las visitas a los Montes Elefante, a las montañas del parque nacional de Bokor, con sus cuevas de piedra caliza y a la cercana zona de costa de Kep y los magníficos templos-cuevas como Phnom Chhnork a 5,5 km de Kampot, Phnom Sorsia a 13,5 km. O a espacios naturales como los Rápidos de Teuk Chhou a 5,6 km.

## Galería

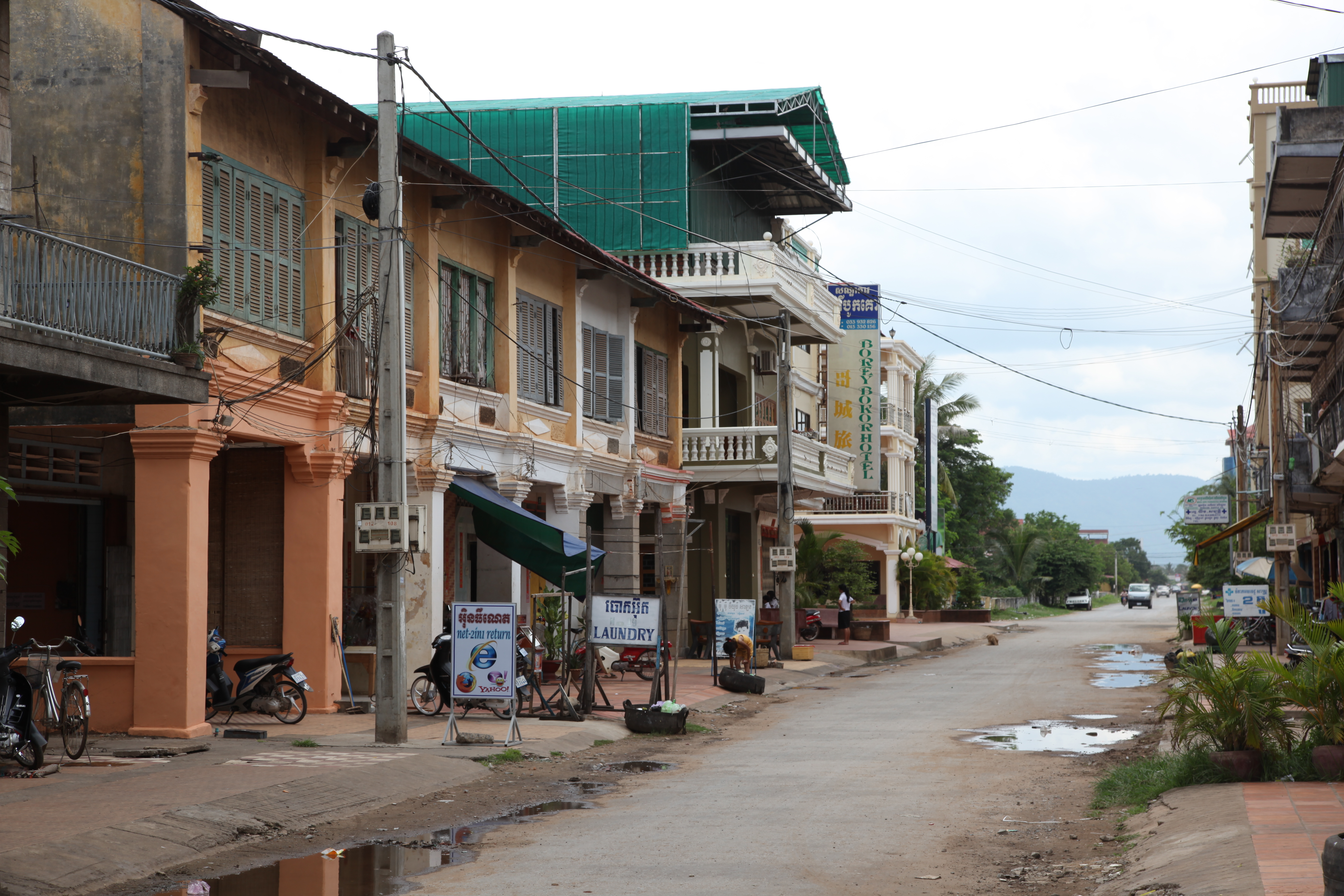
Calle de Kampot
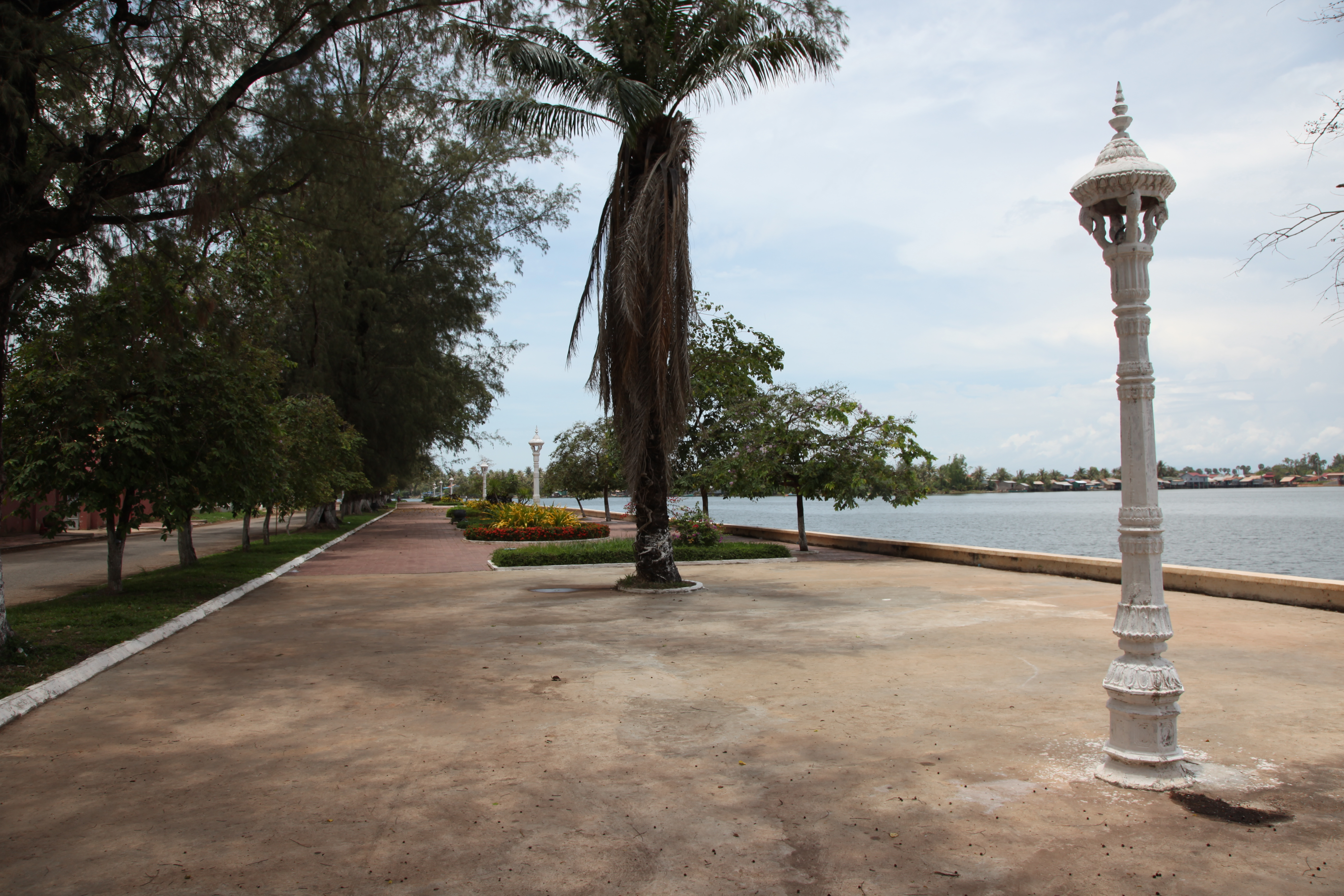
Ribera del río en Kampot
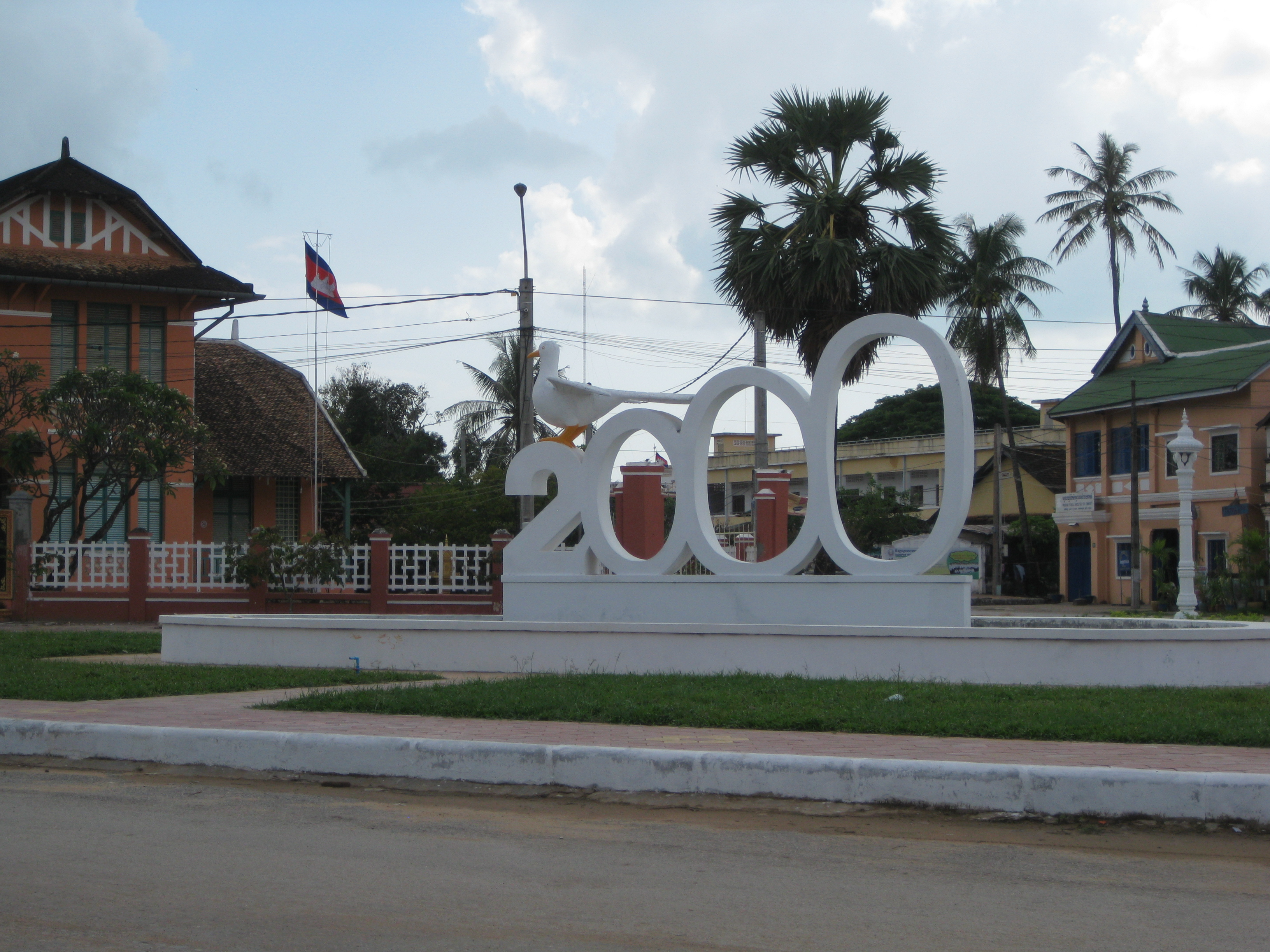
Rotonda 2000 (2000 Roundabout).
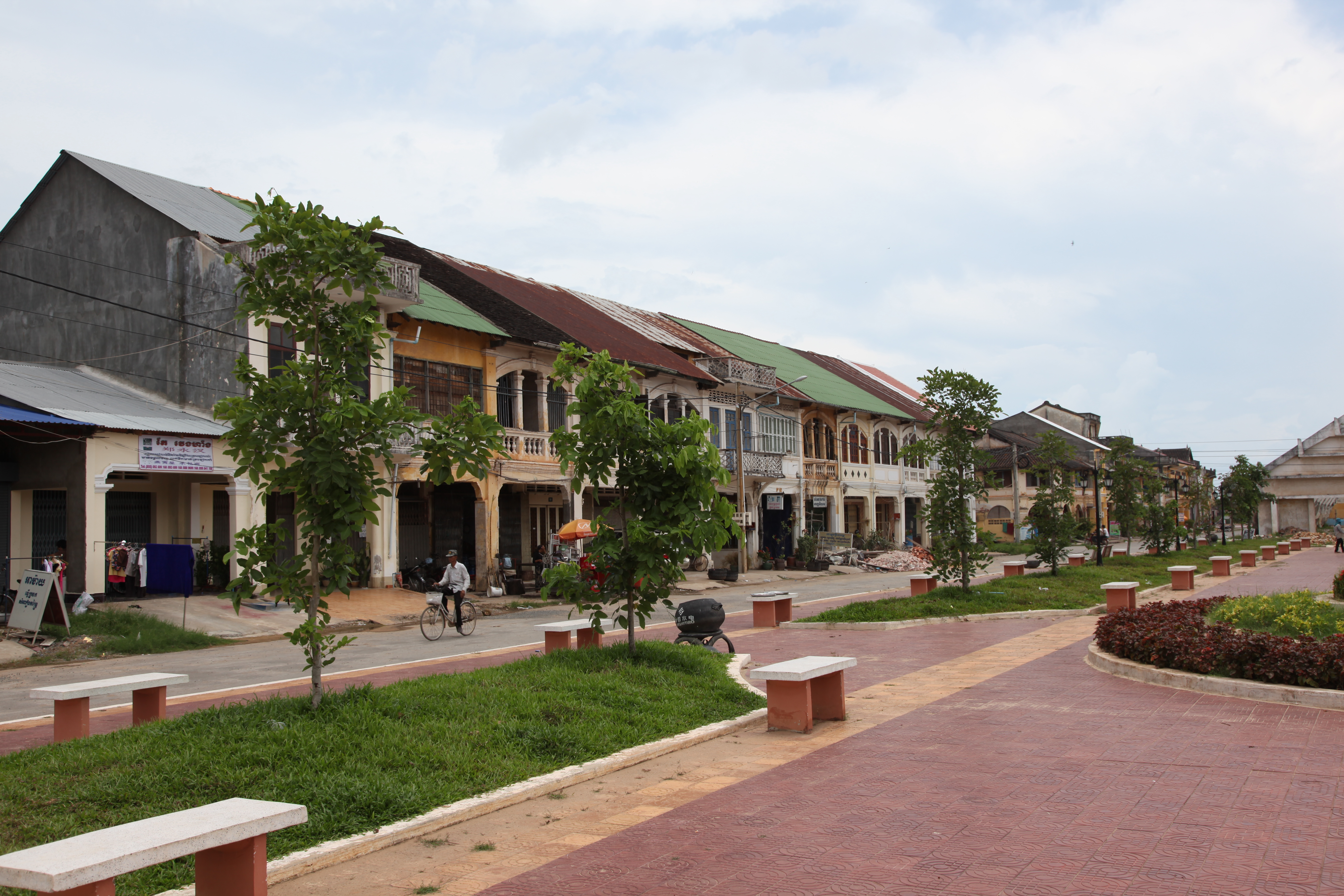
Calle de Kampot
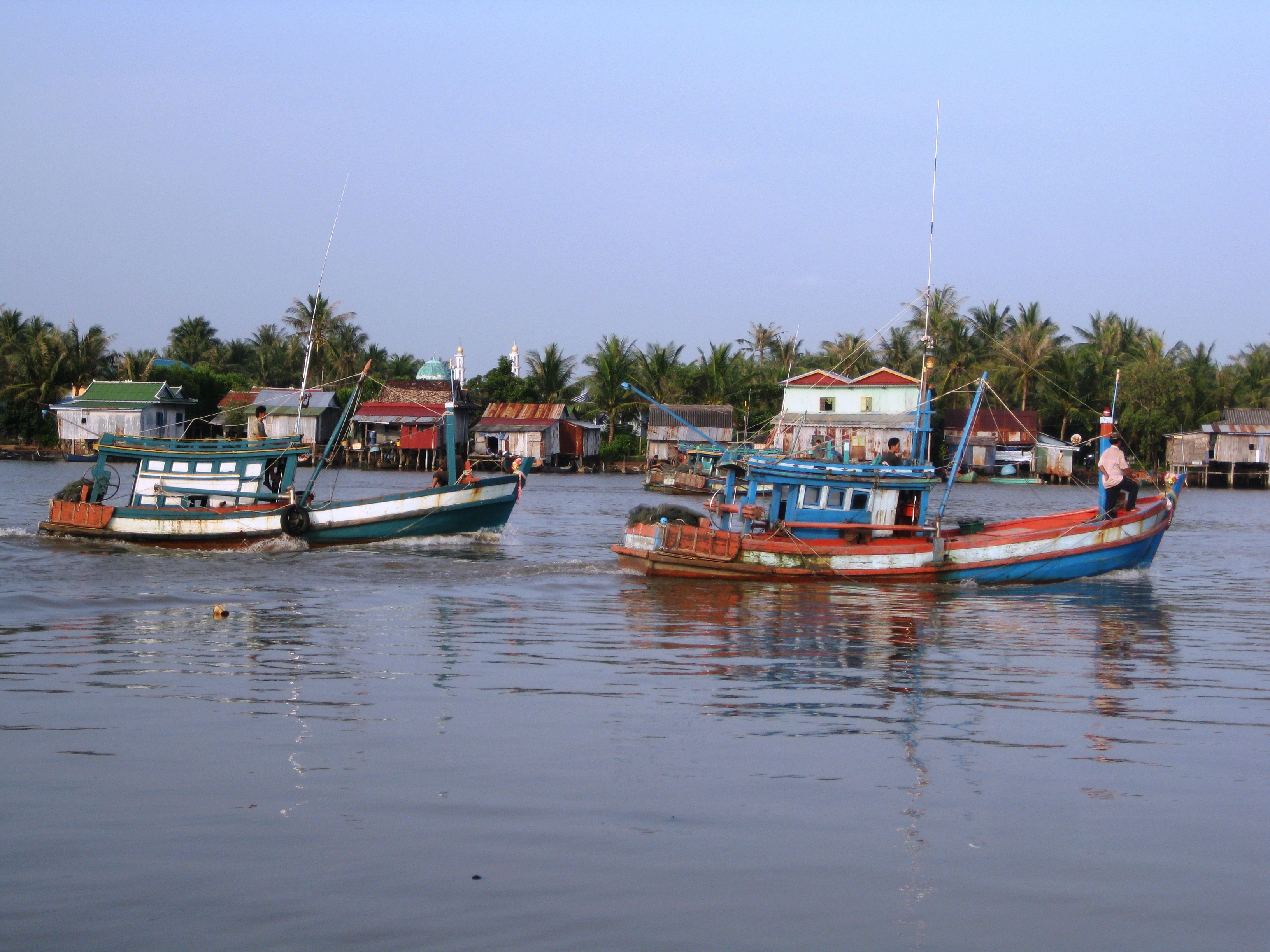
Barcos pesqueros el río.
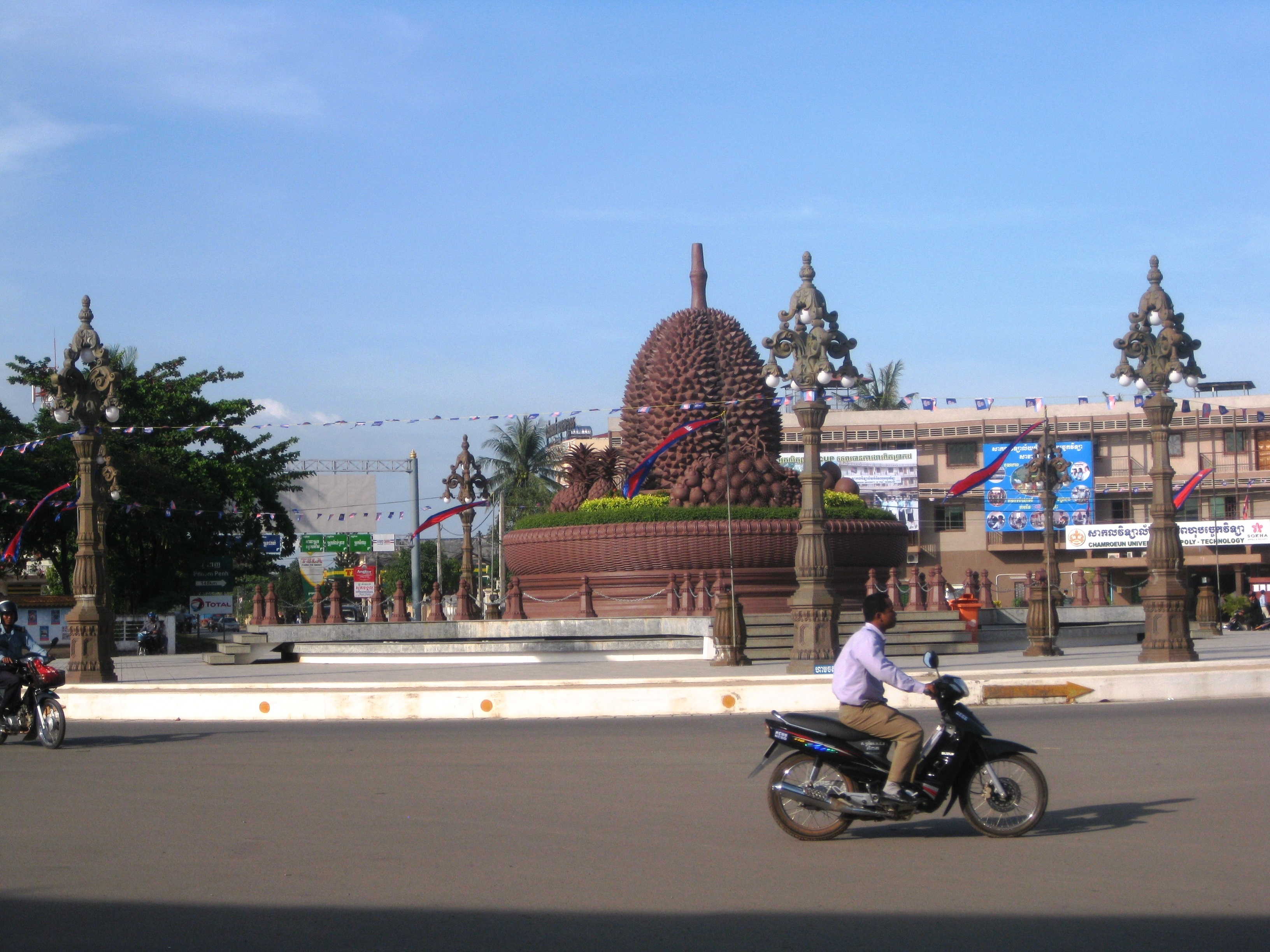
Rotonda Durian (Durian Roundabout).
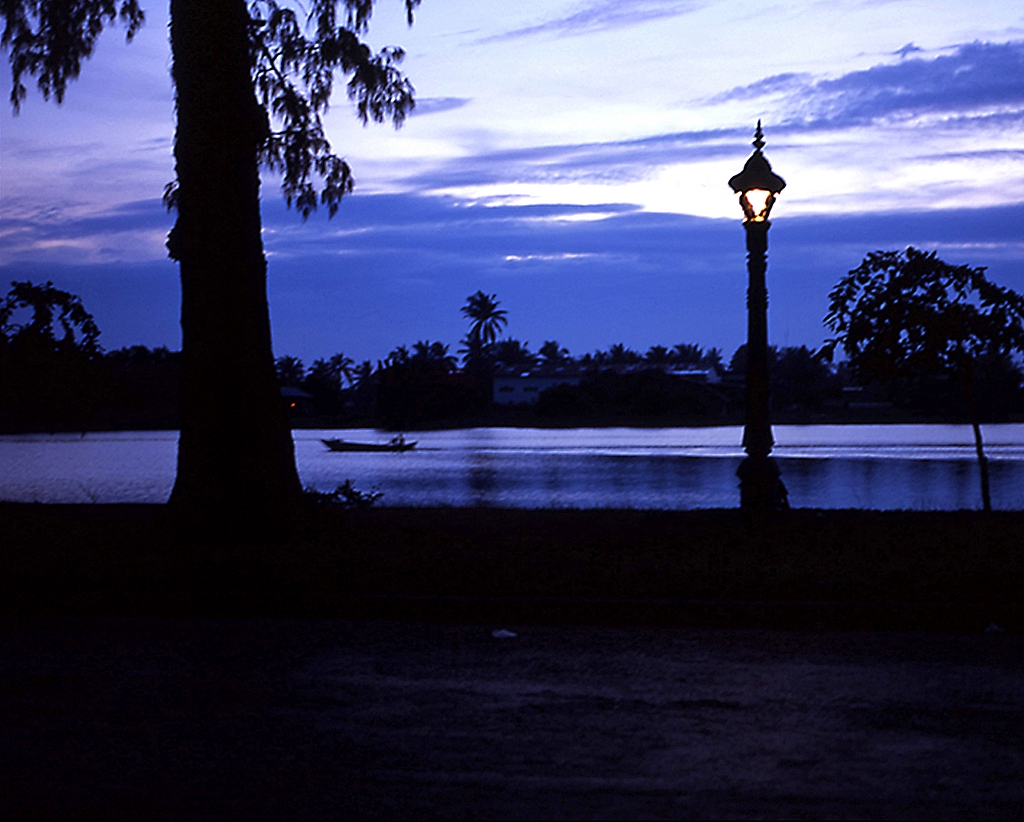
Atardecer en la Ribera del río.